# Ageratum corymbosum
Ageratum corymbosum là một loài thực vật có hoa trong họ Cúc. Loài này được Zuccagni mô tả khoa học đầu tiên năm 1806.